# Uladzimir Khvashchynski
Uladzimir Khvashchynski (tiếng Belarus: Уладзімір Хвашчынскі; tiếng Nga: Владимир Хващинский; sinh ngày 10 tháng 5 năm 1990) là một cầu thủ bóng đá Belarus. Tính đến năm 2017, anh thi đấu cho Dinamo Minsk.
Khvashchynski là thành viên của U-21 Belarus xếp thứ 3 chung cuộc tại Giải vô địch bóng đá U-21 châu Âu 2011. Anh ra sân từ băng ghế dự bị trong 2 trận. Anh cũng đại diện Olympic Belarus tham gia ở Toulon Tournament 2012 và cũng là một phần của đội hình tham gia Thế vận hội Mùa hè 2012, mặc dù không được sử dụng. Anh ra mắt cho đội tuyển quốc gia ngày 14 tháng 11 năm 2012, trong chiến thắng 2–1 trên sân khách trước Israel trong trận giao hữu.

## Bàn thắng quốc tế
Tỉ số và kết quả liệt kê bàn thắng của Belarus trước.
| #  | Ngày                | Địa điểm                                  | Đối thủ | Tỉ số | Kết quả | Giải đấu |
| -- | ------------------- | ----------------------------------------- | ------- | ----- | ------- | -------- |
| 1. | 25 tháng 3 năm 2013 | Sân vận động Quốc tế Khalifa, Doha, Qatar | Canada  | 2–0   | 2–0     | Giao hữu |